# Heliconius flavofasciata
Heliconius flavofasciata är en fjärilsart som beskrevs av Gustav Weymer 1893. Heliconius flavofasciata ingår i släktet Heliconius och familjen praktfjärilar. Inga underarter finns listade i Catalogue of Life.